# Aparelho Voador a Baixa Altitude
Aparelho Voador a Baixa Altitude är en portugisisk film från 2002, regisserad av Solveig Nordlund. Filmen är baserad på J.G. Ballards novell "Low-Flying Aircraft", som filmen troget följer.

## Handling
Filmen handlar om en avbefolkad framtid där nästan inga barn föds eftersom barnen är muterade monster, där ett par åker till en semesterort för att föda sitt till synes friska barn.